# Drive-in bioscoop

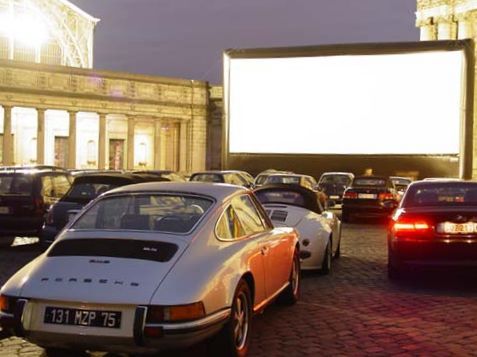
Een tijdelijke drive-in bioscoop in het Jubelpark in Brussel ten tijde van de coronapandemie.

Een drive-in bioscoop of autobioscoop is een plek waar bezoekers in de open lucht vanuit de auto van een film kunnen genieten. Het concept is ontstaan in de Verenigde Staten en beleefde haar hoogtepunt in de jaren veertig, vijftig en zestig van de twintigste eeuw. Het is beperkt overgewaaid over de rest van de wereld. Het concept was populair omdat bezoekers uit konden gaan maar tegelijkertijd toch in privacy samen konden zijn als verliefd stel, als vrienden of als gezin.
Het geluid wordt vaak geleverd via een speaker die de bezoeker aan het raam van het portier kan hangen. Ook kan het geluid worden geleverd via de autoradio. Bezoekers ontvangen dan bij aankomst een kaartje met de frequentie waarop het geluid is te horen, zodat ze deze dan hierop kunnen afstemmen voordat de film begint. Daarnaast is er vaak ook een podiumpje of podiumtruck met zitplaatsen aanwezig voor mensen die geen auto hebben, zodat ook zij naar de film kunnen kijken. Voor dit doel is het scherm voorzien van speakers, zodat het geluid ook voor deze bezoekers te horen is. Het is gebruikelijk dat bezoekers hun eigen eten en drinken meenemen.
Reeds in 1915 werd al een drive-in georganiseerd in Las Cruces, New Mexico. Hierna volgden meer initiatieven. Na de jaren zestig verloor het concept aan populariteit. De bioscopen waren weinig rendabel, de (geluids)kwaliteit hield te wensen over en filmmaatschappijen wilden niet meer dat de blockbusters hier werden vertoond. Ten tijde van de coronapandemie (2020-2021) was er een kleine opleving omdat het toen opeens de enige manier was waarop men nog naar de film kon.

## Nederland en België
In België bestond enkel van 1961 tot 1996 de "Drive-In Autokinema" in Zoersel. Ook in Nederland hebben twee autobioscopen bestaan. "De Oude Waag" Drouwen (Drenthe) van 1969 tot 1994 en Autokino Fonke in Landgraaf (Limburg) van 1979 tot 2002.
Een bijzondere variant is de guerilla drive-in die zonder vergunning, met beperkte middelen wordt opgezet op een braakliggend stuk grond.